# Тијерас Нујевас Понијенте Комунидад (Порторико)
Тијерас Нујевас Понијенте Комунидад (шп. Tierras Nuevas Poniente Comunidad) град је у америчкој острвској територији Порторико, острвској држави Кариба.

## Демографија
По попису из 2010. године број становника је 3.228, што је 862 (36,4%) становника више него 2000. године.
| Група             | 2000.         | 2010.         |
| Белци             | 7 (0,3%)      | 26 (0,8%)     |
| Афроамериканци    | 143 (6,0%)    | 297 (9,2%)    |
| Азијати           | 1 (0,0%)      | 1 (0,0%)      |
| Хиспаноамериканци | 2.348 (99,2%) | 3.196 (99,0%) |
| Укупно            | 2.366         | 3.228         |